# Mistrzostwa NCAA Division I w Zapasach w 1950
Mistrzostwa NCAA Division I w zapasach rozgrywane były w Fort Collins w dniach 24–25 marca 1950 roku. Zawody odbyły się w South College Gymnasium, na terenie Colorado State University.
- Outstanding Wrestler – Anthony Gizoni

## Wyniki

### Drużynowo
| Kolejność | Szkoła                      | Zespół       |
| --------- | --------------------------- | ------------ |
| 1.        | University of Northern Iowa | Panthers     |
| 2.        | Purdue University           | Boilermakers |
| 3.        | Cornell Iowa                | Rams         |
| 4.        | Syracuse University         | Orange       |
| 4.        | Oklahoma State University   | Cowboys      |

### All American

#### 121 lb
| Lp. | Zawodnik     | Szkoła        |
| --- | ------------ | ------------- |
| 1.  | Tony Gizoni  | Waynesburg    |
| 2.  | Arnold Plaza | Purdue        |
| 3.  | Frank Altman | Northern Iowa |
| 4.  | Bill Borders | Oklahoma      |

#### 128 lb
| Lp. | Zawodnik          | Szkoła        |
| --- | ----------------- | ------------- |
| 1.  | Joe Patacsil      | Purdue        |
| 2.  | Walter Romanowski | Cornell Iowa  |
| 3.  | Jack Blubaugh     | Oklahoma      |
| 4.  | Luverne Klar      | Northern Iowa |

#### 136 lb
| Lp. | Zawodnik       | Szkoła        |
| --- | -------------- | ------------- |
| 1.  | Lowell Lange   | Cornell Iowa  |
| 2.  | Floyd Oglesby  | Northern Iowa |
| 3.  | L.Wayne Smith  | Navy          |
| 4.  | Charles Farina | Purdue        |

#### 145 lb
| Lp. | Zawodnik       | Szkoła        |
| --- | -------------- | ------------- |
| 1.  | Keith Young    | Northern Iowa |
| 2.  | Charles Moreno | Purdue        |
| 3.  | Jim Maurey     | Penn State    |
| 4.  | Rodger Snook   | Cornell Iowa  |

#### 155 lb
| Lp. | Zawodnik    | Szkoła         |
| --- | ----------- | -------------- |
| 1.  | Bill Nelson | Northern Iowa  |
| 2.  | Ken Hunte   | Syracuse       |
| 3.  | Bryon Todd  | Oklahoma State |
| 4.  | Bob Mason   | Wyoming        |

#### 165 lb
| Lp. | Zawodnik     | Szkoła         |
| --- | ------------ | -------------- |
| 1.  | Bill Smith   | Northern Iowa  |
| 2.  | James LaRock | Ithaca         |
| 3.  | Gene Gibbons | Michigan State |
| 4.  | Bill Nardini | Cornell Iowa   |

#### 175 lb
| Lp. | Zawodnik        | Szkoła   |
| --- | --------------- | -------- |
| 1.  | Joe Scarpello   | Iowa     |
| 2.  | George Gebhardt | Syracuse |
| 3.  | William Vohaska | Illinois |
| 4.  | Dan Mantrone    | Auburn   |

#### Open
| Lp. | Zawodnik        | Szkoła         |
| --- | --------------- | -------------- |
| 1.  | Dick Hutton     | Oklahoma State |
| 2.  | Fred Stoeker    | Northern Iowa  |
| 3.  | Homer Barr      | Penn State     |
| 4.  | Richard Simmons | Wheaton        |